# Superenamorándome
«Superenamorándome» es el segundo sencillo del cuarto álbum de estudio Baby Blue, de la cantante y actriz mexicana Anahí.
La canción fue lanzada en septiembre de 2000, y relanzada en el 2006 dentro del álbum recopilatorio Una rebelde en solitario. 
La canción tiene un ritmo calmado y suave, correspondiente al género pop latino y Pop. El video musical fue dirigido por Fernando de Garay y filmado en Nueva York. Anahí interpretó el tema a modo de promoción en diversos programas de la televisión mexicana y estadounidense.

## Antecedentes y presentaciones en vivo
En septiembre de 2000 se lanza el «Superenamorándome» como el segundo sencillo de su álbum Baby Blue, en forma de CD promocional. El tema fue lanzado en 2005 dentro de su álbum recopilatorio Antología y el 4 de julio de 2006 en la reedición de su álbum Baby Blue, titulado Una rebelde en solitario.
Con motivo de promoción se comenzó una serie presentaciones en algunos programas de la televisión mexicana. En septiembre de 2000, Anahí interpreta el sencillo en el programa estadounidense "Show de Cristina". En marzo de 2001 interpreta «Superenamorándome» y «Tu Amor Cayó Del Cielo» en el programa mexicano "Aquí entre Dos" conducido por Andrea Legarreta y Martha Carrillo. En marzo de 2001 interpreta «Desesperadamente Sola» y «Superenamorándome» en el programa "El Espacio de Tatiana".
En 2009, Anahí incluye el tema, junto a «Desesperadamente sola» y «Como cada día», en la lista de canciones de su gira mundial titulada "Mi delirio World Tour", que tuvo comienzo el 3 de noviembre de 2009 en São Paulo, Brasil. En el tema se incorpora como introducción de la canción un remix del tema «Single Ladies» de Beyoncé, mientras se interactúa con el público.

### Portada
En la portada del sencillo «Superenamorándome» se utilizó una fotografía en la cual se ve sola la cara de la cantante, mientras tiene una mano apoyada en su frente, se puede ver a Anahí sonriendo con un maquillaje delicado y el cabello suelto. Las fotografías del álbum, utilizadas como portadas de los sencillos, fueron tomadas por Adolfo Pérez Butrón.

## Lista de canciones
- Sencillo en CD - Single

| Superenamorándome — Single |                     |          |  |
| N.º                        | Título              | Duración |  |
| 1.                         | «Superenamorándome» | 3:53     |  |

- Sencillo en CD

| Sencillo en CD - Baby Blue |                     |          |  |
| N.º                        | Título              | Duración |  |
| 1.                         | «Superenamorándome» | 3:53     |  |

| Sencillo en CD - Una rebelde en solitario |                     |          |  |
| N.º                                       | Título              | Duración |  |
| 1.                                        | «Superenamorándome» | 3:53     |  |

| Sencillo en CD - Antología |                     |          |  |
| N.º                        | Título              | Duración |  |
| 1.                         | «Superenamorándome» | 3:53     |  |

## Video musical

### Desarrollo
En el video musical de la canción, Anahí opta por algo más natural, una niña con simples vivencias en la ciudad. El videoclip fue lanzado en México en el año 2000. Fue dirigido por Fernando de Garay y filmado en la ciudad de Nueva York, Estados Unidos. Anahí utilizó siete vestuarios diferentes en el video.

### Sinopsis
El video cuenta de múltiples escenas en las cuales se puede ver a la cantante luciendo diferentes vestuarios, comienza con imágenes de la ciudad de Nueva York, muestran a Anahí caminando y observándola, luego se encuentra con dos bailarines, empiezan a realizar una coreografía, se van caminando junto, y se ve otra escena en la que Anahí canta en medio de las personas caminando por una calle transitada, vestida con un top rosa baila, se intercala con una imagen de la cantante vestida con un top blanco y un collar azul, Anahí comienza a caminar entre la gente. Luego se ve a Anahí en autobús donde recorre la ciudad, mientras se pueden ver imágenes de la cantante con una remera azul, caminando por un puente, se ve la carretera y luego una imagen de noche de la cantante cantando, mientras se ven carteles blanco con la letra de la canción que Anahí va mostrando, se ve una última escena en la cual la cantante baila de noche, con el pelo recogido y vestida de azul. Se van intercalando todas las escenas y termina con una última toma de la cantante vestida con una remera blanca caminando. 

## Créditos y personal

### Grabación
La canción presente en el álbum Baby Blue fue grabada y editada en Midnight Blue Studios y masterizado en Mastering The Kitchen.

### Personal
Créditos por Superenamorándome:
- Productor - Estéfano
- Compositores - Estéfano
- Mixing - Joel Numa
- Fotografía - Adolfo Pérez Butrón
- Asistente de grabación - Javier Carrión
- Diseño gráfico - Impressions Design Inc

## Historial de lanzamiento
| Región         | Fecha                | Formato                                           | Discográfica |
| -------------- | -------------------- | ------------------------------------------------- | ------------ |
| México         | septiembre de 2000   | Radio Premiere                                    | Fonovisa     |
| México         | septiembre de 2000   | Sencillo en CD                                    | Fonovisa     |
| México         | 17 de julio de 2000  | Sencillo en CD, Casete - Baby Blue                | Fonovisa     |
| Estados Unidos | 26 de agosto de 2000 | Sencillo en CD, Casete - Baby Blue                | Fonovisa     |
|                | 2005                 | Sencillo en CD, Casete - Antología                | Fonovisa     |
| Estados Unidos | 4 de julio de 2006   | Sencillo en CD, Casete - Una rebelde en solitario | Fonovisa     |
| Brasil         | 8 de julio de 2006   | Sencillo en CD, Casete - Una rebelde en solitario | Fonovisa     |